# Friedrich Christian Rosenthal

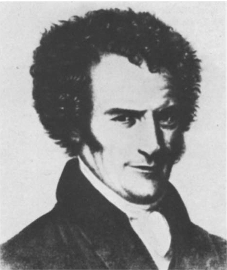
Friedrich Christian Rosenthal

Friedrich Christian Rosenthal (* 3. Juni 1780 in Greifswald; † 5. Dezember 1829 ebenda) war ein deutscher Anatom.

## Leben
Friedrich Christian Rosenthal wurde als fünftes Kind eines Greifswalder Kaufmanns geboren. Im November 1797 nahm er an der Universität Greifswald ein Studium der Medizin auf. Zu seinen Lehrern zählte der Anatom Karl Asmund Rudolphi, dem Rosenthal sein Leben lang freundschaftlich verbunden blieb und der einen großen Einfluss auf sein späteres Wirken ausübte. 1801 wechselte Rosenthal an die Universität Jena, wo er 1802 mit der Schrift De organo olfactus quorundam animalium promoviert wurde.
Anschließend folgten Aufenthalte an der Universität Würzburg und dem Allgemeinen Krankenhaus Wien. Rosenthal kehrte 1804 nach Greifswald zurück und ließ sich als Arzt nieder. Seine Habilitation erfolgte 1807, fortan wirkte er als Privatdozent an der Universität.
1810 ging Rosenthal auf Veranlassung von Johann Christian Reil an die neugegründete Berliner Universität, wo er ab 1812 als Prosektor tätig war. 1813 war Rosenthal als Feldarzt an den Befreiungskriegen beteiligt. Er kehrte dann nach Berlin zurück, übernahm erneut die Prosektur und wurde 1815 zum außerordentlichen Professor für Anatomie ernannt. Im Winter 1818/1819 hielt er in Vertretung Adolph Wilhelm Ottos Vorlesungen an der Universität Breslau. Rosenthal kehrte 1819 nach Greifswald zurück und war dort ab 1820 als Professor für Anatomie und Physiologie sowie Direktor des Zoologischen Museums tätig.
1822 wurde er zum Mitglied der Leopoldina gewählt.

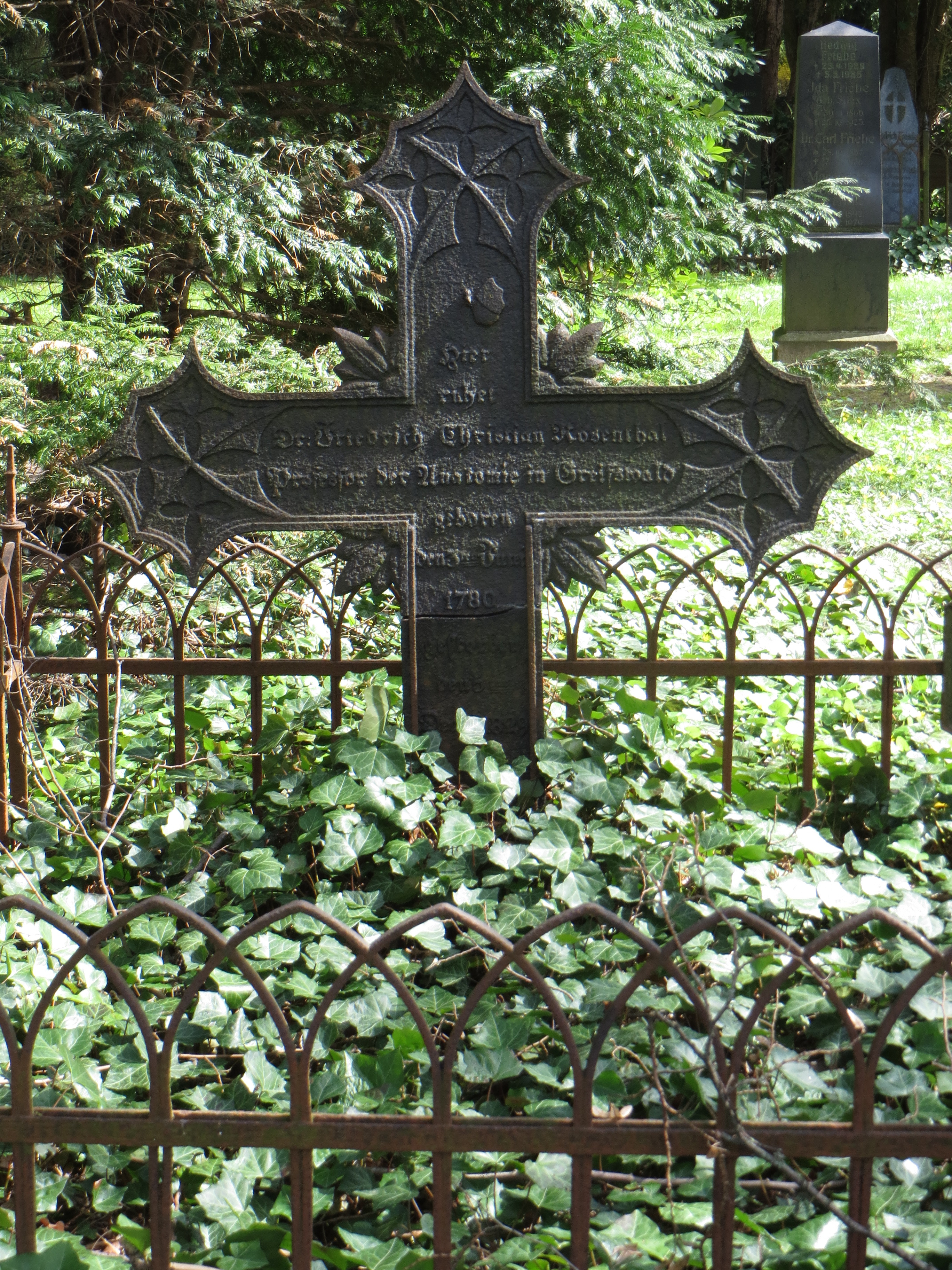
Grab Friedrich Christian Rosenthal auf dem Alten Friedhof in Greifswald

Am 5. Dezember 1829 verstarb Friedrich Christian Rosenthal an Tuberkulose. Sein Nachfolger wurde Johann Friedrich Laurer.

## Wirken
In seiner Greifswalder Zeit widmete sich Rosenthal unter anderem der Erforschung der Sinnesorgane der Seehunde, der Anatomie der Quallen und vergleichender Anatomie der Wale. Aufgrund seines frühen Todes blieben einige seiner Schriften unvollendet. Der vergleichend-anatomische Teil der Sammlung des Greifswalder Anatomischen Institutes wurde unter seiner Ägide erweitert.
1817 gab Rosenthal eines der ersten deutschsprachigen Lehrbücher der chirurgischen Anatomie heraus.
1823 beschrieb Rosenthal den Canalis spiralis modiolus der Cochlea, der später auch als Rosenthal-Kanal bezeichnet wurde. Die 1824 von ihm als Vena ascendens sive basilaris beschriebene Vena basalis ist eine um den Hirnstamm ziehende, in die Vena magna cerebri mündende Vene. Sie wird als Rosenthal-Vene bezeichnet.
Rosenthal war an der Forschung an einem 1825 vor Rügen gestrandeten Finnwal beteiligt.

## Schriften (Auswahl)
- De organo olfactus quorundam animalium. Dissertation, 1802.
- Disquisitio anatomica de organo olfactus quorundam animalium. Habilitationsschrift, 1807.
- Handbuch der chirurgischen Anatomie. Berlin 1817.
- Über den Bau der Spindel im menschlichen Ohr. In: Deutsches Archiv für Physiologie. Band 8 (1823), S. 74 ff.
- Über die Barten der Schnabelwale. In: Abhandlungen der Berliner Academie der Wissenschaften. 1832.